# Ourapteryx sinata
Ourapteryx sinata är en fjärilsart som beskrevs av Eugen Wehrli 1940. Ourapteryx sinata ingår i släktet Ourapteryx och familjen mätare. Inga underarter finns listade i Catalogue of Life.